# 이솔라델리리
이솔라델리리(이탈리아어: Isola del Liri)는 이탈리아 라치오주 프로시노네도에 위치한 코무네다. 도시는 라티나 계곡에 위치한다.

## 문화

### 리리 블루스 축제

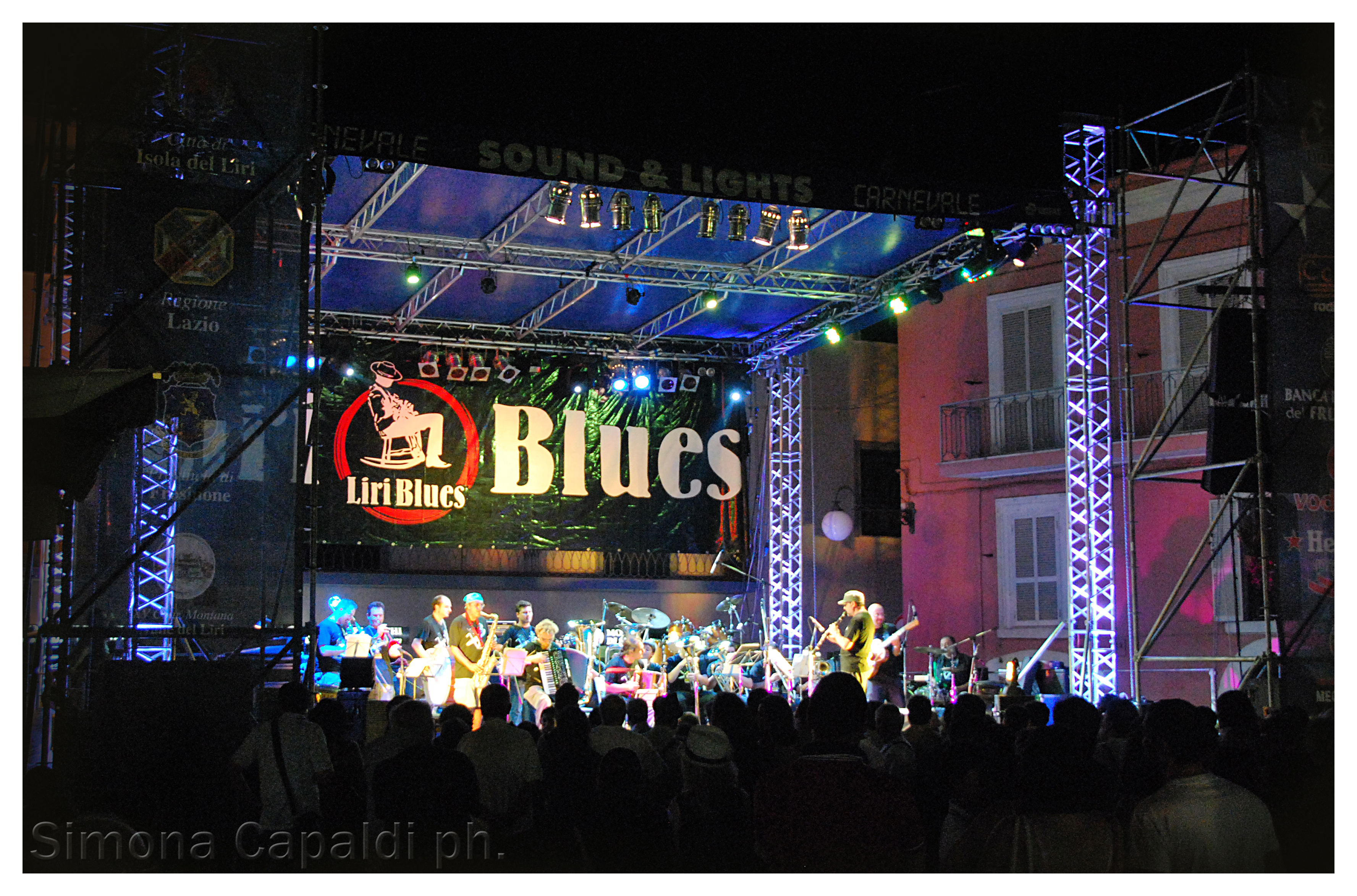

이솔라델리리는 1998년 이래로 작품의 이름과 동일한 블루스 축제가 열리는 곳이다. 리리 블루스는 첫 시작한 해 이래로 무료로 열리는 국제 축제이다. 리리 블루스는 매년 7월 첫 째주 기간에 열린다. 공연은 주 광장(피아자 본콤파니)에서 열리며 거리에서는 잼 세션이 밤 늦게까지 공연을 한다.
리리 블루스에 출연한 아티스트들: 닥터 존 (2010), 알버트 킹 (1989), 버디 가이 (1989), 애니멀스 (2005), 존 메이올 (2001), 파인탑 퍼킨즈 (1989), 로벤 포드 (2001), 보 디들리 (1997), 루더 앨리슨 (1996), 타지 마할 (2005), 찰리 머슬화이트 (2000, 2007), 지미 스미스 (2004), 알 쿠퍼 (2006), 에도아르도 베나토 (alias Joe Sarnataro) (1993), 에릭 빕 (2000, 2003, 2011), 제임스 코튼 (1993), 윌리 데빌 (2007), 조마 코커넨 (2003), 알 쿠퍼 (2006), 지미 로저스 (1997) 외 다수.
1997년 이솔라델리리는 미국 뉴올리언스와 자매 결연을 맺었다. 2007년 뉴올리언스와의 자매 결연 10주년을 기념하여 리리 블루스 축제는 2006년 축제를 녹음한 Omaggio a New Orleans라는 이름의 음반을 만들었다.

## 자매 도시
- 미국 뉴올리언스

## 같이 보기
- 프로시노네도